# Unterseeboot U-125 (1918)
Pour les autres navires du même nom, voir Unterseeboot 125.
L'Unterseeboot U-125 est l’un des 329 sous-marins servant dans la Kaiserliche Marine (marine impériale allemande) pendant la Première Guerre mondiale. L'U-125 a été engagé dans la guerre navale et a pris part à la première bataille de l'Atlantique.

## Conception
Les sous-marins de type UE II ont été précédés par les sous-marins de type UE I, plus courts. L'U-125 avait un déplacement de 1163 tonnes en surface et de 1468 tonnes en immersion. Le navire avait une longueur hors tout de 82 m, un maître-bau de 7,42 m, un tirant d'air de 10,16 m et un tirant d'eau de 4,22 m. Le sous-marin était propulsé par deux moteurs de 2400 ch (1800 kW) en surface et deux moteurs de 1235 ch (908 kW) en immersion. Il avait deux arbres d'hélice et deux hélices de 1,61 m de diamètre. Il était capable d’opérer à des profondeurs allant jusqu’à 75 m.
La vitesse maximale du sous-marin était de 14,7 nœuds (27,2 km/h) en surface et de 7 nœuds (13 km/h) en immersion. Il pouvait parcourir 11470 milles marins (21240 km) à 8 nœuds (15 km/h) en surface et 35 milles marins (65 km) à 4,5 nœuds (8,3 km/h) en immersion. L'U-125 était armé de quatre tubes lance-torpilles de 50 centimètres installés à l’avant avec douze torpilles, deux goulottes pour mines de 100 centimètres installées à l’arrière avec quarante-deux mines, et un canon de pont de 15 cm SK L/45 avec 494 obus. Il avait un équipage de quarante hommes, trente-six matelots et quatre officiers.

## Historique
L'U-125 s’est rendu au Japon le 26 novembre 1918 et fut rebaptisé O-1 en 1920 ou 1921. Il fut démantelé à l’arsenal naval de Yokosuka entre janvier et mars 1921. Entre mars 1924 et janvier 1925, il a été utilisé comme jetée flottante à l’école de sous-marins de Kure. En 1925, il fut reconstruit à Yokosuka comme banc d’essai pour les opérations de sauvetage de sous-marins menées par le sous-marin Asahi. Le 19 août 1931, l’ancien O-1 fut remis en service en tant que navire auxiliaire n° 2900 et utilisé comme tel jusqu’en 1935.

## Commandants
- Kapitänleutnant Hans Scabell[3] : du 4 septembre au 11 novembre 1918